# Come diventare grandi nonostante i genitori
Come diventare grandi nonostante i genitori (traducido, Cómo crecer a pesar de los padres; llamada Alex & Friends. Sobreviviendo a los padres en España y Alex & Co.: Cómo crecer a pesar de tus padres en Latinoamérica) es una película basada en la serie original de Disney Channel Italia Alex & Co., dirigida por Luca Lucini, y producida por The Walt Disney Company Italia y 3Zero2.
La película estrenó en Italia el 24 de noviembre de 2016 en cines. En España estrenó el 16 de abril de 2017 en Disney Channel con el nombre de Alex & Friends. Sobreviviendo a los padres. En Latinoamérica, estrena el 10 de febrero de 2018 en Disney Channel con el nombre de Alex & Co.: Cómo crecer a pesar de tus padres.

## Sinopsis
La decisión de la directora Silvia Ruffini de no participar en el concurso escolar nacional para grupos musicales, será un golpe mortal para los chicos de "Alex & Co.", Alex Leoni, Nicole De Ponte, Emma Ferrari, Christian Alessi, Sam Costa y Davide Aiello, dada su pasión desenfrenada por la música. Al principio los padres intentarán defender sus hijos, pero luego la directora decidirá ponerles más deberes. Contra los padres y la directora, los chicos deciden inscribirse al concurso musical. El desafío parece imposible pero en realidad les ayudará a crecer de una forma sorprendente enmedio de todo tipo de obstáculos.

## Reparto
- Giovanna Mezzogiorno: Mary Riley
- Paolo Calabresi: Michele
- Margherita Buy: Silvia Rufini
- Matthew Modine: Bob Riley
- Emanuele Misuraca: Davide Aiello
- Chiara Primavesi: Evelyn Riley
- Toby Sebastian: Pat Riley
- Sergio Albelli: Diego Leoni
- Ninni Bruschetta: Igor Alessi
- Paolo Pierobon: Rick De Ponte
- Leonardo Cecchi: Alex Leoni
- Eleonora Gaggero: Nicole De Ponte
- Beatrice Vendramin: Emma Ferrari
- Saul Nanni: Christian Alessi
- Federico Russo: Samuele "Sam" Costa
- Roberto Citran: Amedeo Augusto Ferrari
- Giovanni Calcagno: Giovanni Aiello
- Francesca De Martini: Monica Alessi
- Sara D'Amario: Sara De Ponte
- Nicola Stravalaci: prof. Strozzi (profesor de geografía)
- Michele Cesari: prof. Giovanni Belli (profesor de literatura)
- Gabriella Franchini: Wilma (abuela de Sam)
- Elena Lietti: Elena Leoni
- Aglaia Mora: Paola Aiello
- Federico Russo (presentador de televisión): DJ y presentador

## Producción
El 2 de diciembre de 2015, se anunció una película basada en la serie de Disney Channel "Alex & Co." para ser estrenada en septiembre de 2016.
El 31 de marzo de 2016, The Walt Disney Company Italia dijo que la película sería dirigida por Luis Prieto y Gennaro Nunziante sería el guionista, mientras que la fecha de estreno se aplazó hasta el 24 de noviembre de 2016.
El 21 de octubre de 2016 se anunció que Luis Prieto había sido sustituido por Luca Lucini y que la película llevaría el título Come diventare grandi nonostante i genitori.

## Promoción
El primer adelanto de la película salió el 21 de octubre de 2016. mientras que el tráiler oficial salió el 10 de noviembre de 2016.

## Distribución
La película se estrenó en Italia el 24 de noviembre de 2016, mientras que en DVD se estrenó el 15 de marzo de 2017.
En Estados Unidos, la película se presentó el 21 de febrero de 2017 en el Festival de Cine Italiano de Los Ángeles. A lo largo de 2017 y 2018, la película se ha ido emitiendo en los países donde se emite Alex & Co..